# ساليما موكاسانجا
ساليما موكاسانجا (مواليد 1988) حكم كرة قدم دولي من رواندا.   كانت تحكم في كأس العالم للسيدات في فرنسا عام 2019   أصبحت في عام 2022 أول امرأة تحكم في كأس الأمم الأفريقية عندما كانت حكم رابع في مباراة غينيا ومالاوي بتاريخ العاشر من يناير, ثم أدارت لقاء زيمبابوي وغينيا في الجولة الثالثة للمجموعة الثانية في كأس الأمم .  قامت بإدارة مباريات في الأولمبياد ، وكأس العالم للسيدات ، وكأس الأمم الأفريقية للسيدات ، ودوري أبطال أفريقيا للسيدات .